# Joseph-Ignace Guillotin

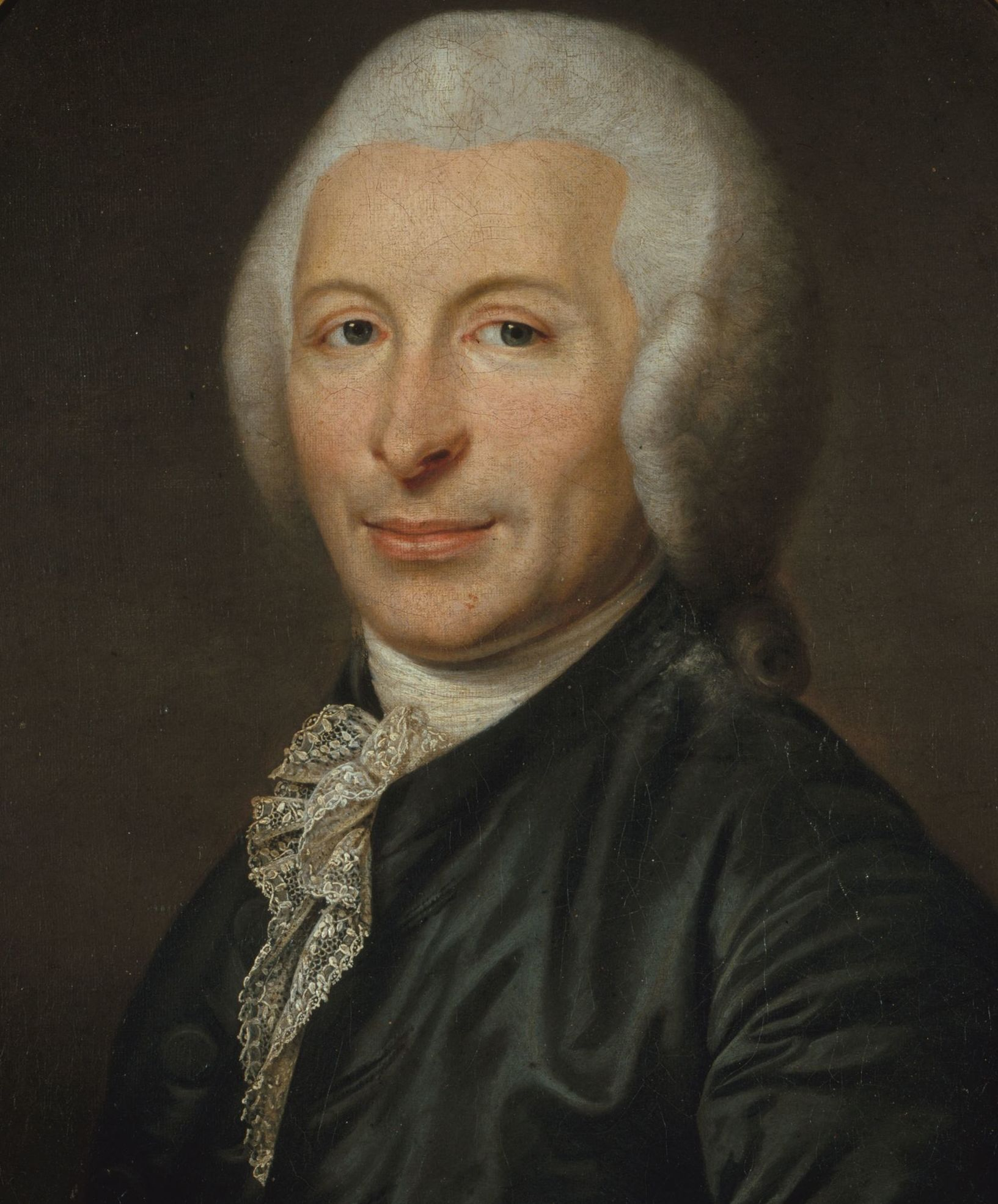
Joseph-Ignace Guillotin

Joseph-Ignace Guillotin (* 28. Mai 1738 in Saintes; † 26. März 1814 in Paris) war französischer Arzt und Politiker. Die Hinrichtungsmaschine Guillotine wurde nach ihm benannt.

## Leben

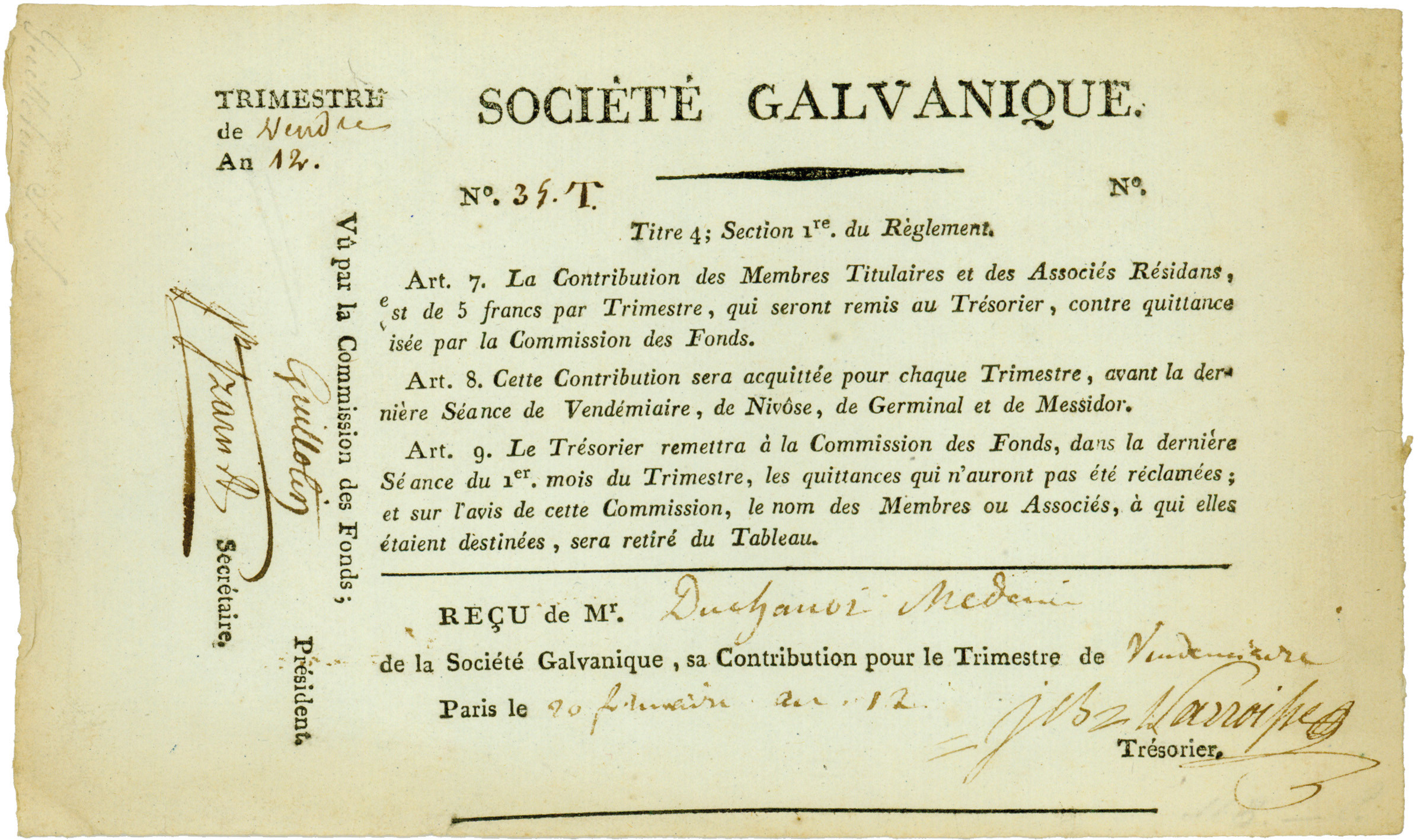
Quittung der Société Galvanique vom 20. Februar 1803, signiert von Joseph-Ignace Guillotin als Präsident

Joseph-Ignace Guillotin wurde als neuntes von 13 Kindern des Advokaten Joseph-Alexandre Guillotin und dessen Gattin Catherine-Agathe Martin in Saintes im damaligen Departement Charente-Inférieure geboren. Nach sieben Jahren theologischer Studien bei den Jesuiten am Jesuitenkolleg in Saintes, wo er sich als vorzüglicher Schüler erwiesen hat, und als Novize in Bordeaux trat er aus dem Orden aus, um ab 1763 in Reims Medizin zu studieren. An der Sorbonne in Paris setzte er 1768 seine Studien fort, erlangte dort am 26. Oktober 1770 auch einen Doktorgrad und kurz darauf eine Lehrerlaubnis als doctor regens.
Von 1778 bis 1783 lehrte er an der Medizinischen Fakultät der Pariser Universität Anatomie, Physiologie und Pathologie. Nebenbei suchte er in seiner freien Zeit Freimaurerlogen auf, deren liberales Gedankengut ihn faszinierte, und wurde sogar Gründungsmitglied des Grand Orient de France. Ebenfalls bekleidete Guillotin das Amt des Logenmeisters der Freimaurerloge La Concorde Fraternelle und war Mitglied einer der berühmtesten Logen der Aufklärung Neuf Sœurs.
Zu seinen prominenten Bekannten zählten die Aufklärer Voltaire, Condorcet und die Naturwissenschaftler Buffon und Lacépède.

### Karriere und politisches Interesse
Im Jahre 1784 wurde er Mitglied der königlichen Kommission, die Franz Anton Mesmers Lehre vom animalischen Magnetismus untersuchte und ihn als unethisch verurteilte. Der fünfköpfigen Kommission, die das wissenschaftliche Gutachten über den tierischen Magnetismus als Heilmittel erstellte, gehörten auch der Chemiker Lavoisier und der Naturwissenschaftler Benjamin Franklin sowie Jean-Sylvain Bailly an. Auf die Dauer eines Jahres arbeitete er zudem als Leibarzt des Grafen von Provence, des späteren Königs Ludwig des XVIII. und Bruder Ludwigs XVI. Im Alter von 49 Jahren heiratete er Elise Saugrain.
Dem politischen Tagesgeschehen in Frankreich brachte er ein reges Interesse entgegen. 1788 forderte er mit anderen in einer Petition, dass die Zahl der Vertreter des dritten Standes auf das Doppelte erhöht und Pressefreiheit gewährt werden solle. Der König reagierte ungehalten, und die Publikation wurde öffentlich verboten.

### Französische Revolution und Todesstrafe

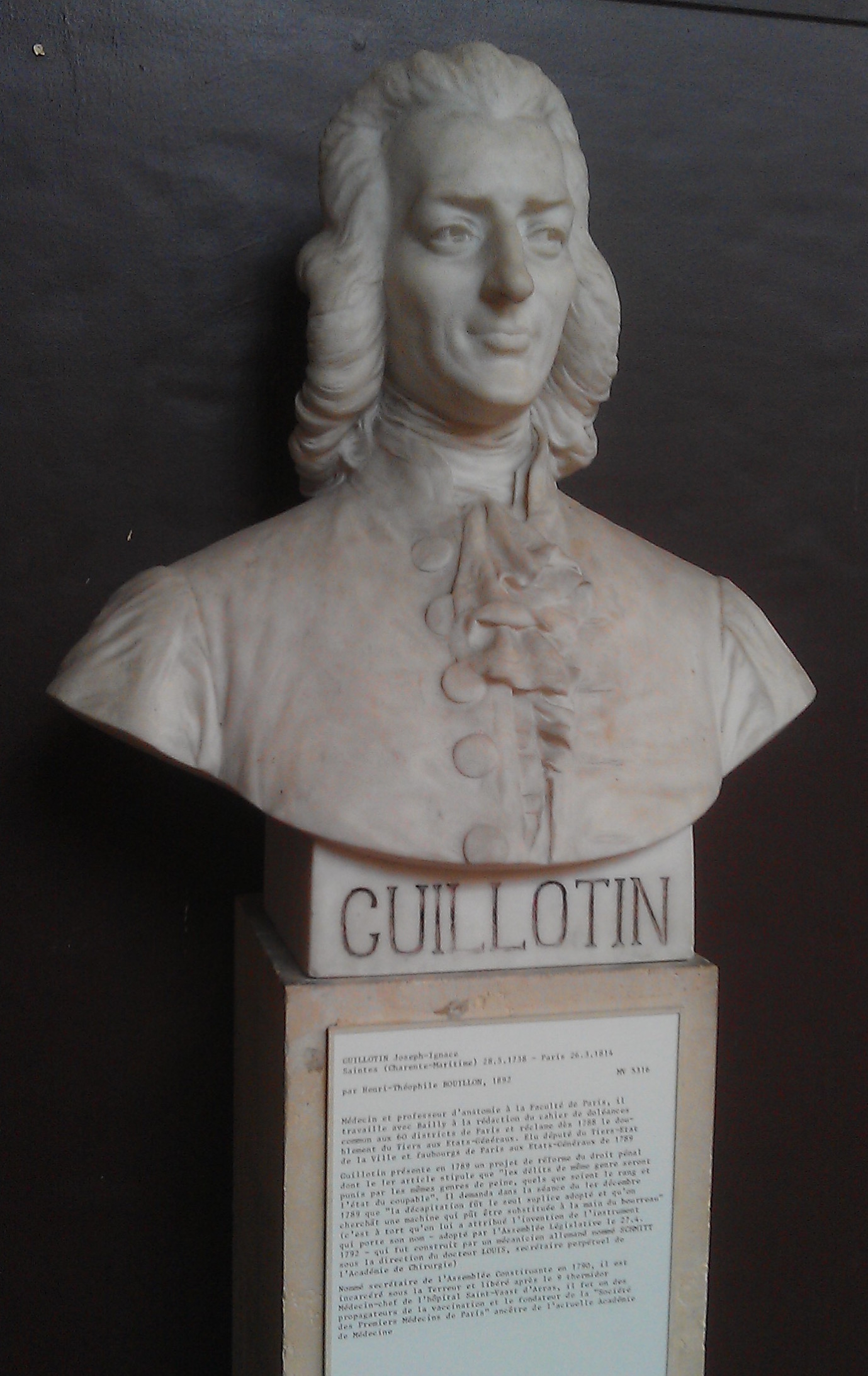
Büste des Joseph-Ignace Guillotin im Jeu-de-Paume-Saal

Am 15. Mai 1789 wurde er gemeinsam mit Emmanuel Joseph Sieyès und Jean-Sylvain Bailly zum Mitglied der Assemblée Constituante gewählt, deren Sekretär er von Juni 1789 bis Oktober 1791 war. Als Ludwig XVI. ihren Versammlungsort, das Hôtel des Menus Plaisirs, unter einem Vorwand schloss, versammelten sich auf Guillotins Vorschlag hin die Teilnehmer im Salle du Jeu de Paume, wo es zum berühmten Ballhausschwur kam.
Das Problem der Todesstrafe war damals äußerst aktuell. Guillotin berief sich in einer Beratungssitzung zum neuen Strafgesetzbuch und Strafvollzug am 1. Dezember 1789 auf die Erklärung der Menschen- und Bürgerrechte und forderte (wie er es am 10. Oktober 1789 bereits neben anderen Maßnahmen zur strafrechtlichen Umsetzung von Gleichheit in sechs Artikeln vorgeschlagen hatte), dass für bestimmte Vergehen ohne Ansehen des Standes die Delinquenten gleich bestraft werden sollten, und zwar durch Enthauptung mittels der Installation eines einfachen Mechanismus. Sein erklärtes Ziel war es, die Hinrichtungen zu „humanisieren“ und das Leiden der Hinzurichtenden zu verkürzen. So waren zuvor Adlige und Wohlhabende meist mit dem Richtschwert gerichtet, Ketzer auf dem Scheiterhaufen verbrannt, Staatsverbrecher gevierteilt, Diebe gehängt und Falschmünzer bei lebendigem Leib in einem Kessel gekocht worden. Guillotins Vorschlag wurde zunächst wenig Beachtung geschenkt. Louis-Michel Le Peletier hielt 1791 sogar ein großes Plädoyer für die Abschaffung der Todesstrafe und wurde dabei u. a. von Mirabeau, Brissot und Robespierre unterstützt. Die Forderung nach Aussetzung der Todesstrafe konnte letztendlich aber nicht durchgesetzt werden, und so einigte man sich auf die standes- und deliktsunabhängige Enthauptung der Täter.

### Die Guillotine
Der Henker von Paris, Charles Henri Sanson, drängte auf eine baldige Lösung, um die Leiden der Hinzurichtenden zu mildern. So wandte man sich an den Professor für Chirurgie und Leibarzt des Königs, Antoine Louis, ein derartiges Tötungsinstrument à la Guillotin zu entwerfen. Dieser kannte die von Sanson angesprochene Problematik und schickte sich sofort an, eine entsprechende Lösung zu erarbeiten. Am 17. März 1792 legte Louis seinen Entwurf vor, der das Fallbeil von Halifax zum Vorbild nahm. Am 20. März 1792 wurde ein Gesetz erlassen, das in Frankreich die Vollstreckung der Todesstrafe einzig mittels einer derartigen Maschine anordnete.
Die Guillotine war also keine Erfindung der Französischen Revolution, sondern eine moderne Weiterentwicklung vergangener Hinrichtungsapparaturen, wie sie bereits in Italien, Schottland, England und Deutschland verwendet worden waren. Nach der Anleitung von Guillotin und unter Aufsicht von Sanson wurde ein Prototyp von dem deutschen Handwerker und Cembalobauer Tobias Schmidt entwickelt, dessen Werkstatt in Paris sich in unmittelbarer Nähe des Wohnsitzes von Georges Danton und Camille Desmoulins befand.
Graf Pierre-Louis Roederer erhielt sodann den Auftrag, die Maschine erbauen zu lassen. Die ersten Versuche wurden an lebenden Schafen vollzogen. Am 15. April 1792 wurden erstmals drei menschliche Leichname vor Mitgliedern der Assemblée Constituante und den Ärzten Pierre-Jean-Georges Cabanis, Philippe Pinel, Cullerier, Antoine Louis und Guillotin geköpft. Das halbmondförmige Fallbeil wurde von Louis als mangelhaft empfunden und anschließend, wahrscheinlich auf Anregung des mechanisch interessierten und später guillotinierten Königs Ludwig XVI., durch eine abgeschrägte Schneide ersetzt, die im Fall beim Auftreffen auf den Körper schneidend wirkt. Am 25. April 1792 fand die erste öffentliche Hinrichtung statt, bei der die Guillotine zum Einsatz kam. Der zum Tode Verurteilte hieß Nicolas Jacques Pelletier und war dafür verurteilt worden, einem Straßenpassanten unter Anwendung von Stockhieben die Brieftasche geraubt zu haben. Am Ende soll sich die gaffende Menge über das ungewöhnlich zügige Tempo der Hinrichtung enttäuscht gezeigt und in einem Spottlied gefordert haben, ihr den vertrauten hölzernen Galgen zurückzugeben: „Rends-moi ma potence en bois, / Rends-moi ma potence!“. Dennoch wies die Maschine im Detail noch zahlreiche technische Gebrechen auf, weshalb ihr Erbauer Schmidt kein Patent vom Minister des Inneren erhielt. Im Volksmund erhielt die Maschine den Namen „Louison“ bzw. „Louisette“ nach dem Leibarzt des Königs. Erst die royalistische Zeitung Actes des Apôtres setzte die Umbenennung in „Guillotine“ durch.
Einige Freunde Guillotins sollten während der Phase der Terrorherrschaft selber Opfer seiner „humanitären“ Maschine werden. Guillotin arbeitete 1794 in einem Militärhospital in Arras. Antoine François de Fourcroy, der Nachfolger als Abgeordneter für den ermordeten Jean Paul Marat im Nationalkonvent, nahm viele der von Guillotin schon früher eingebrachten Vorschläge zur Reformierung der medizinischen Ausbildung im Gesundheitswesen auf. 1795 kam Guillotin für einen Monat ins Gefängnis, da er verdächtigt wurde, Informationen zum Aufenthaltsort der Familie des zum Tode verurteilten Grafen Méré zu verschweigen.

### Propagierung der Pockenimpfung
Als er wieder entlassen wurde, setzte Guillotin seine medizinischen Forschungen fort und wurde 1799 gemeinsam mit Pinel ein leidenschaftlicher Befürworter der Impfungen gegen Kuhpocken, die von dem Engländer Edward Jenner propagiert wurden. 1800 wurde er zum Präsidenten der Gesellschaft gegen Kuhpocken ernannt. Viele regionale Schulen und Regimenter konnten zu Impfungen verpflichtet werden, obgleich es viele konservative klerikale Gegenstimmen zu diesen „obskuren“ englischen Neuerungen gab. Durch die Vermittlung von Joséphine de Beauharnais durfte Guillotin 1803 in dieser Angelegenheit sogar bei Napoleon Bonaparte vorsprechen, um ihn vom Nutzen einer derartigen Schutzimpfung zu überzeugen. Eine Audienz bei Papst Pius VII. gab seinen Bestrebungen einen zusätzlichen Auftrieb, indem das geistliche Oberhaupt der katholischen Kirche versprach, sich für die neue Entdeckung bei der gesamten Christenheit einzusetzen.
Guillotin wurde ferner zum Begründer einer medizinischen Akademie in Paris, deren Aufgabe es war, sich mit allen Aspekten öffentlicher Hygiene zu beschäftigen.

### Thesen Guillotins zu medizinischen Neuerungen seiner Zeit
Guillotin sah die Methode, Morphinisten durch Ersatzmittel heilen zu wollen, als verwerflich an. Die Quarantäne zur Verhinderung der Einschleppung von Choleraepidemien betrachtete er als unnütz und kostspielig. Die Feuerbestattung hatte für ihn keine wesentliche hygienischen Vorzüge gegenüber der bisherigen Beisetzungsweise.
Am 26. März 1814 starb Joseph-Ignace Guillotin infolge eines Karbunkels an der linken Schulter im Alter von 75 Jahren in Paris und wurde auf dem Friedhof Père-Lachaise begraben.
Guillotins Familie bat nach seinem Tod, den Namen der Hinrichtungsmaschine zu ändern. Nachdem die Regierung dies abgelehnt hatte, änderten seine Angehörigen ihren Familiennamen.

## Veröffentlichungen
- An vesiculae felleae per ductum cysticum bilis mittatur? Praeses Thoma Levacher de la Feutrie. Paris: typis Quillan, 1768
- An ossa prope articulum post colli genesin leni motu exercenda? Praeses Theophilus de Borden. Paris: typis Quillan, 1770
- An praegnantibus, parturientibus et puerperis, nulla aut saltem non nisi lenientia remedia danda? Praeses Marianus Jacobus Clarus Robert. Paris: typis Quillan, 1770
- Pétition des citoyens domiciliés à Paris, du 8 décembre 1788. Paris: chez Clousier, imprimeur du Roi, & des Six-corps, 1788 (Digitalisat)
- Le Grand spécifique, ou L’ordonnance de MM. Guillotin et Salle, docteurs en médecine, sur la maladie et le traitement de très-haut et très-puissant seigneur, monseigneur, le haut clergé de l’église gallicane, 1790er-Jahre (Digitalisat)
- Compte rendu et rapport présentés à l’Assemblée nationale par les commissaires de la salle. Paris: Impr. nationale, 1791 (30. August)